# 冨田濱正治
冨田濱 正治（とみたはま まさじ、1914年4月27日 - 没年不明）は、昭和時代の大相撲力士。高砂部屋から大山部屋に所属。三重県四日市市出身。本名は広瀬 政治（ひろせ まさじ）。最高位は西十両9枚目。得意技は左四つ、寄り。

## 経歴
1931年5月場所に初土俵。1939年5月場所に十両に昇進。この場所は6勝9敗と負け越した。関脇・高登が引退し大山部屋を興すとともに移籍し、その最初の場所である翌1940年1月場所でも3勝12敗と大きく負け越し、幕下に陥落した。1941年5月場所に27歳で廃業した。

## 主な成績
- 通算成績：62勝75敗1休  勝率.453　（1934年5月場所以降）
- 十両成績：9勝21敗  勝率.300
- 現役在位：24場所
- 十両在位：2場所

### 場所別成績
| 1931年 （昭和6年） | x                  | x               | （前相撲）              | （前相撲）       |
| 1932年 （昭和7年） | 西序ノ口6枚目 –    | 西序ノ口6枚目 – | 東序二段15枚目 –        | 東序二段15枚目 – |
| 1933年 （昭和8年） | 東三段目26枚目 –   | x               | 東序二段3枚目 –         | x                |
| 1934年 （昭和9年） | 東序二段筆頭 –     | x               | 東三段目11枚目 3–3      | x                |
| 1935年 （昭和10年） | 東三段目6枚目 3–3  | x               | 西三段目2枚目 3–3       | x                |
| 1936年 （昭和11年） | 東幕下21枚目 6–5   | x               | 東幕下13枚目 5–6        | x                |
| 1937年 （昭和12年） | 東幕下17枚目 1–9–1 | x               | 西三段目10枚目 4–3      | x                |
| 1938年 （昭和13年） | 東幕下29枚目 8–5   | x               | 東幕下14枚目 5–2        | x                |
| 1939年 （昭和14年） | 東幕下3枚目 5–2    | x               | 西十両9枚目 6–9         | x                |
| 1940年 （昭和15年） | 西十両12枚目 3–12  | x               | 西幕下5枚目 3–4         | x                |
| 1941年 （昭和16年） | 東幕下14枚目 3–5   | x               | 西幕下19枚目 引退 4–4–0 | x                |
| 各欄の数字は、「勝ち-負け-休場」を示す。 優勝 引退 休場 十両 幕下 三賞：敢=敢闘賞、殊=殊勲賞、技=技能賞 その他：★=金星 番付階級：幕内 - 十両 - 幕下 - 三段目 - 序二段 - 序ノ口 幕内序列：横綱 - 大関 - 関脇 - 小結 - 前頭（「#数字」は各位内の序列） |                    |                 |                         |                  |

- 相撲レファレンス未登録分の幕下以下の地位は小島貞二コレクションの番付実物画像による。
- 戦時中の幕下の枚数について、相撲レファレンスの登録情報が不正確なため小島貞二コレクションの番付実物画像を参照した箇所あり。

## 改名歴
- 冨田濱 正治（とみたはま まさじ）1934年5月場所 - 1939年5月場所
- 富田濱 正治（とみたはま まさじ）1940年1月場所 - 1941年5月場所